# Pee Wee Crayton
Connie Curtis "Pee Wee" Crayton (Rockdale (Texas), 18 december 1914 - Los Angeles, 25 juni 1985) was een Amerikaanse bluesmuzikant (zang, gitaar).

## Biografie
Crayton groeide op in Austin. In de schoolband speelde hij ukelele en trompet. In 1935 verhuisde hij naar San Francisco, later woonde hij in Los Angeles. Pas vanaf 1944 speelde hij intensief gitaar, nadat hij een optreden had gezien van T-Bone Walker. Beiden raakten bevriend en Walker bracht Crayton de belangrijkste kneepjes op de gitaar bij. Spoedig ontwikkelde hij zijn eigen onmiskenbare stijl. Agressief gitaarspel met een zachte stem werden zijn handelsmerk en later vaak gekopieerd.
Crayton formeerde een trio en verdiende voortaan zijn levensonderhoud als muzikant. Daarnaast speelde hij in de band van Ivory Joe Hunter, aan wiens opnamen hij in 1946 meewerkte. In 1947 ontstonden Craytons eerste opnamen onder zijn eigen naam. Hij tekende een platencontract bij Modern Records en had in 1948 met Blues After Hours een nummer 1-hit in de r&b-hitlijst. Daarna nam hij op bij enkele labels, waaronder Imperial Records in New Orleans, Jamie in Philadelphia en Vee-Jay Records in Chicago. Er werd gezegd, dat hij de eerste bluesgitarist was, die een Fender Stratocaster bespeelde, die hem persoonlijk werd overhandigd door Leo Fender.
Tijdens de jaren 1960 verdween hij bijna geheel van het toneel. Pas in 1971 bracht hij bij Vanguard Records het album Things I Used to Do uit. Daarna ging het weer iets bergaf met zijn carrière. Hij toerde en nam nog enkele albums op, voordat hij overleed aan een hartinfarct. In de loop van zijn lange carrière trad Crayton landelijk op met o.a. Big Joe Turner, Lowell Fulson, T-Bone Walker, Ray Charles, Big Maybelle en Dinah Washington.

## Overlijden
Pee Wee Crayton overleed in juni 1985 op 70-jarige leeftijd aan de gevolgen van een hartinfarct in zijn huis in Topanga nabij Los Angeles. Hij werd bijgezet op kerkhof Inglewood Park.

## Discografie
- 1959: Pee Wee Crayton (Crown)
- 1971: The Things I Used to Do (Vanguard)
- 1982: Blue Guitar Genius, Vol. 1 (Ace)
- 1982: Everyday I Have the Blues (Pablo)
- 1982: Peace of Mind (Charly Records)
- 1982: Rocking Down on Central Avenue
- 1983: Make Way for Pee Wee (Murray Brothers)
- 1988: After Hours Boogie (Blues Boy)
- 1988: Blues After Dark (Charly Records)
- 1996: Pee Wee's Blues (The Complete Aladdin & Imperial Recordings) (EMI Records Digital)
- 1999: Early Hour Blues (Blind Pig Records)

- Bibsys: 1009575
- Biblioteca Nacional de España: XX1572023
- Bibliothèque nationale de France: cb138928266 (data)
- Gemeinsame Normdatei: 134578449
- International Standard Name Identifier: 0000 0000 5514 394X
- Library of Congress Control Number: n79106993
- MusicBrainz: 7614119e-f081-436a-b47c-da0f3855ecfc
- Système universitaire de documentation: 160203627
- Virtual International Authority File: 49407661
- WorldCat: E39PBJgMFQH3yC8tmCTjPW9xDq